# 金子彰史
金子彰史，日本遊戲製作者。前Media Vision常務董事。會以的名義活動。現在是WITCHCRAFT的执行董事。

## 作品

### 日本通訊網路
- ：企劃助理
- 未來少年柯南
- ：主企劃

### WITCHCRAFT
- 魔法少女奈葉A's PORTABLE -THE BATTLE OF ACES-：總遊戲設計
- 戰姬絕唱SYMPHOGEAR：原作（與上松範康）、系列構成、腳本

## 外部連結
- （日語） 株式会社ウィッチクラフト 【ゲームソフトウェア企画・開発】 （页面存档备份，存于）